# Рудная Горка
Рудная Горка — деревня в Борском сельском поселении Бокситогорского района Ленинградской области.

## История
Деревня Рудная Горка Михайловского Черенского погоста, упоминается в переписи 1710 года.

РУДНАЯ ГОРКА — деревня Рудногорского общества, прихода Черенского погоста. 

Крестьянских дворов — 35. Строений — 109, в том числе жилых — 61. Мелочная лавка. 

Число жителей по семейным спискам 1879 г.: 111 м. п., 136 ж. п.; по приходским сведениям 1879 г.: 106 м. п., 130 ж. п.

Сборник Центрального статистического комитета описывал её так:

РУДНАЯ ГОРКА — деревня бывшая государственная, дворов — 33, жителей — 270; Две часовни, лавка. (1885 год)

В конце XIX века деревня административно относилась к Большегорской волости 3-го стана, в начале XX века — к Большегорской волости 3-го земского участка 1-го стана Тихвинского уезда Новгородской губернии.
В начале XX века в деревне находился жальник.

РУДНАЯ ГОРКА — деревня Рудногорского общества, дворов — 51, жилых домов — 94, число жителей: 154 м. п., 182 ж. п.
 
Занятия жителей — земледелие, лесные промыслы. Пруд и колодцы. Часовня, 2 мелочных лавки, 4 мельницы, 2 кузницы. (1910 год)

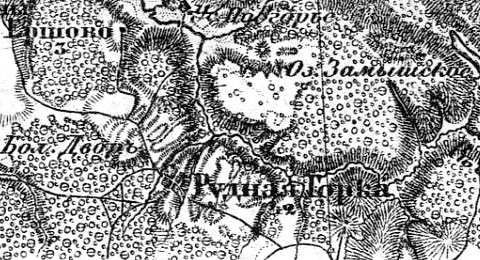
Деревня Рудная Горка на карте 1913 года

Согласно карте Новгородской губернии 1913 года, деревня  Рудная Горка насчитывала 42 крестьянских двора.
По данным 1933 года деревня  Рудная Горка входила в состав Мозолёвского сельсовета Дрегельского района Ленинградской области.
С 5 июля 1944 года Дрегельский район находился в составе Новгородской области. 27 сентября 1950 года деревня Рудная Горка была передана из состава Мозолевского в состав Дмитровского сельсовета. 5 июля 1956 года Указом Президиума Верховного Совета РСФСР № 713/2 Дмитриевский и Мозолевский сельсоветы были переданы из состава Дрегельского района Новгородской области в Бокситогорский район Ленинградской области.
По данным 1966, 1973 и 1990 годов деревня Рудная Горка входила в состав Мозолёвского сельсовета Бокситогорского района.
В 1997 году в деревне Рудная Горка Мозолёвской волости проживали 32 человека, в 2002 году — 24 человека (русские — 96 %).
В 2007 году в деревне Рудная Горка Борского СП проживали 13 человек, в 2010 году — 18.

## География
Деревня расположена в юго-западной части района на автодороге 41К-034 (Пикалёво — Колбеки).
Расстояние до административного центра поселения — 32 км.
Деревня находится в междуречье Воложбы и Рагуши.

## Демография
| 1997 | 2002 | 2007 | 2010 | 2013 | 2014 | 2017 |
| ---- | ---- | ---- | ---- | ---- | ---- | ---- |
| 32   | ↘24  | ↘13  | ↗18  | ↗37  | ↘36  | ↗41  |

## Инфраструктура
На 2017 год в деревне было зарегистрировано 11 домохозяйств.

## Транспорт
Через деревню проходит автобусный маршрут № 193 Бокситогорск — Савино.

## Достопримечательности
Близ деревни находится геологический памятник природы — каньон реки Рагуша.